# Ядерна енергетика В'єтнаму
В’єтнам розглядає можливість розвитку ядерної енергетики в мирних цілях на основі сучасних, перевірених технологій з 1995 року, і тверді пропозиції з’явилися в 2006 році. У листопаді 2016 року В'єтнам призупинив свої ядерні плани. У 2022 році міністр промисловості та торгівлі Нгуєн Хонг Дьєн оголосив, що розвиток ядерної енергетики є «неминучим трендом» для В’єтнаму, який допоможе країні стати вуглецево-нейтральною до 2050 року.

## Історія

### 1958-1975
Прагнення В’єтнаму використати ядерну енергію для виробництва електроенергії та її використання в таких сферах, як медицина та сільське господарство, сягає 1958 року, коли В’єтнам – одна з перших країн, які взяли участь у програмі «Атом заради миру», замовив невеликий дослідницький реактор TRIGA-Mark II виробництва General Atomics.
У 1963 році за сприяння США почав працювати Інститут ядерних досліджень у Далаті, де розміщено в'єтнамський дослідницький ядерний реактор. Друга війна в Індокитаї перервала плани розвитку В'єтнаму, і під час цієї війни Сполучені Штати демонтували поставлений реактор Triga.

### 1975-2006
Відразу після війни об’єднана нація почала відбудовувати свою інфраструктуру та урядові установи, створивши В’єтнамську комісію з атомної енергії (VAEC). (тепер В'єтнамський інститут атомної енергії, VAEI) у 1976 році під керівництвом Міністерства науки і технологій (MOST).
VAEC було доручено реалізувати національну програму застосування ядерної енергії в соціально-економічних секторах В’єтнаму. У 1980 році дослідницький реактор Далат потужністю 500 кВт під управлінням VAEC був відновлений за допомогою СРСР і модернізований за підтримки МАГАТЕ.
На початку 1980-х років було проведено два попередні дослідження ядерної енергетики, а потім ще одне, у якому в 1995 році було зазначено, що: «Приблизно в 2015 році, коли попит на електроенергію досягне понад 100 мільярдів кВт-год, атомна енергетика повинна бути запроваджена для задоволення постійного зростання в потреби країни в електроенергії в той час і за його межами».
Змагання за диверсифікацією, окрім переважно гідроелектроенергії та вугільної енергетики, посилилися, коли, за оцінками, прогнозований попит на енергію в країні зростатиме на 16% щорічно з 16 ГВт (2010) до 30 ГВт (2015). Проблеми, з якими вона зіткнулася під час пошуку нових відповідних місць для гідроелектростанцій, а також неефективна експлуатація існуючих гідроенергетичних об’єктів через несприятливі погодні умови сприяли використанню ядерної енергії для виробництва електроенергії.

### 2006-2016
У 2006 році з’явилися тверді пропозиції, і в’єтнамський уряд оголосив, що атомна електростанція потужністю 2000 МВт має бути запущена до 2020 року. Цю загальну ціль було підтверджено в плані розвитку ядерної енергетики, затвердженому урядом у серпні 2007 року, із збільшенням цілі до 8000 МВт атомної енергії до 2025 року. Загальний закон про атомну енергетику було прийнято в середині 2008 року, а також плани розвитку передбачається комплексна правова та нормативна база.
У жовтні 2008 року уряд В’єтнаму підтвердив два основних об’єкти в провінції Ніньтхун, а саме Пхуок-Дінь і Вінь-Хай, як об’єкти для реалізації своїх перших в історії атомних енергетичних проектів, з реакторами по 2 х 1000 МВт на кожному об’єкті, загальною сумою майже 4 ГВт вихідної потужності.
У червні 2010 року В’єтнам оголосив, що планує побудувати 14 ядерних реакторів на восьми об’єктах у п’яти провінціях до 2030 року, щоб задовольнити принаймні 15 ГВт ядерної енергії (тобто 10% частки) розрахункової загальної потреби 112 ГВт. Ще чотири одиниці було додано до перших двох об’єктів у Ніньтхуен, потім ще шість у шести об’єктах, а саме: Бінь Тьєн (провінція Нінь Тхуен), Сюан Фуонг (провінція Пху Єн), Хоай Ми (провінція Бінь Донь), Дук Тханг (провінція Куангнгай), Duc Chanh (провінція Quảng Ngãi) і Ky Xuan (провінція Hà Tĩnh).
У жовтні 2010 року В'єтнам підписав міжурядову угоду з Росією про будівництво першої в країні атомної електростанції Ninh Thuận 1 у Phuoc Dinh з використанням двох реакторів ВВЕР-1000 або 1200 (згодом збільшених ще двома блоками). Об’єкт 4 X 1000 МВт Ninh Thuận 1, побудує «Атомстройекспорт», дочірнє підприємство «Росатома». Будівництво планується розпочати до 2014 року, а перший блок буде введено в експлуатацію та підключено до національної мережі до 2020 року. Міністерство фінансів Росії профінансує В'єтнам не менше 85% першого реактору, а в листопаді 2011 року було підписано угоду про кредит на 8 мільярдів доларів з Державним бюро кредитування експорту Росії. Також підписано міжурядову угоду про створення у В'єтнамі центру ядерної науки і технологій.
Того ж дня в жовтні 2010 року було підписано міжурядову угоду з Японією про будівництво другої атомної електростанції – Ninh Thuận 2 у Вінь Хай у провінції Нінь Тун, два реактори якої мають увійти в експлуатацію у 2024–2025 роках. Японський консорціум - International Nuclear Energy Development of Japan Co. Ltd. (JINED) побудує майданчик Ninh Thuận 2 потужністю 4 X 1000 МВт. Міністерство економіки, торгівлі та промисловості Японії (METI) підтвердило фінансування та страхування до 85% від загальної вартості.
Крім Атомбудекспорту (Росія) та JINED (Японія), Westinghouse (Японія/США), GE (США), EDF (Франція), KEPCO (Південна Корея) та CGNPC (Китай) висловили великий інтерес до Будівництво майбутніх атомних енергетичних проектів, окреслених як частина амбітної стратегії збільшення ядерної частки до 20-25% до 2050 року.
In March 2012, було оголошено, що Південна Корея та В’єтнам почнуть однорічне техніко-економічне обґрунтування будівництва чотирьох корейських ядерних реакторів APR-1400 на додаток до підписаних з Росією та Японією АЕС. Міжурядовий пакт, підписаний між прем’єр-міністром В’єтнаму Нгуен Тан Зунгом і президентом Південної Кореї Лі Мен Баком, практично зробив південнокорейський консорціум кращим учасником торгів. Однак офіційна угода буде підписана лише після схвалення парламентом В’єтнаму.
В'єтнам планує відправити 2000 робітників та інженерів до Російської Федерації та Японії на 2-3 роки навчання будівництву атомної енергетики, починаючи з 2013 року.
Однак у січні 2014 року було повідомлено, що В'єтнам вирішив відкласти будівництво на шість років, щоб забезпечити підвищення безпеки та ефективності на станціях.

### скасування 2016
У листопаді 2016 року В’єтнам вирішив відмовитися від ядерних енергетичних планів, оскільки в’єтнамський уряд вважав їх «економічно невигідними через інші дешевші джерела енергії».. Ціна Ninh Thuận зросла з 4 до 8 центів США за кВт/год, що відображає вартість проекту 400 трильйонів донгів (18 мільярдів доларів США) або вище. З державним боргом близько 65% валового внутрішнього продукту, В'єтнаму буде важко фінансувати станції.

### 2024 ядерне відродження
Під час зустрічі з генеральним директором російської Державної корпорації з атомної енергії «Росатом» у червні 2024 року прем’єр-міністр В’єтнаму заявив, що країна розглядатиме атомну енергетику як засіб досягнення свого зобов’язання щодо нульових викидів до 2050 року.. Незабаром після цього російська державна корпорація з атомної енергії «Росатом» і Міністерство науки і технологій В’єтнаму підписали меморандум про взаєморозуміння щодо спільного створення Центру ядерної науки і технологій у В’єтнамі з російським ядерним реактором у В’єтнамі..

## Зовнішні посилання
- World-nuclear.org | Nuclear Power in Vietnam
- Ministry of Science and Technology Vietnam Atomic Energy Agency Presentation
- World Nuclear News | Vietnam prepares for nuclear power
- UK, Vietnam boost nuclear energy cooperation
- Vietnam Likely To Sign Nuclear Cooperation Pact With US This Year -Official
- Vietnam holds Russia talks - and sets up nuclear project steering committee